# Cheyenne Wells
Cheyenne Wells település az Amerikai Egyesült Államok Colorado államában, Cheyenne megyében, melynek megyeszékhelye is. Lakosainak száma 758 fő (2020. április 1.).

## Népesség
A település népességének változása:

| 2010 | 846 |
| 2020 | 758 |